# Mun Tae-jun
Pour les articles homonymes, voir Moon.
Mun Tae-jun (hangeul : 문태준) est un poète sud-coréen né en 1970 à Gimcheon dans le Gyeongsang du Nord. 

## Biographie
Mun Tae-jun fait figure de nouveau visage au sein de la scène littéraire coréenne. Il n'a publié que trois recueils de poésie depuis ses débuts en 1994, mais la qualité artistique de ses œuvres a attiré l'attention de nombreux artistes et critiques littéraires.

## Œuvre
Ses poèmes utilisent un langage rassurant et apaisé pour panser les blessures de l'être. Ils cherchent à calmer les douleurs de ceux qui souffrent de la violence du quotidien et de l'oppression d'une société parfois impitoyable. Ils mettent en avant les vertus de la conversation, soulignant l'importance de l'empathie entre les personnes, comme dans cette formule : « Cette chose là-bas, elle est en moi, et moi qui suis ici, je suis dans cette chose là-bas. Permettez-moi de respecter aussi ce qui n'est pas moi, et donc de respecter les choses qui sont moi  ». Le poète aspire à un état dans lequel le sujet et l'objet ne sont pas des réalités distinctes l'une de l'autre, mais sont des éléments fusionnés. À ce titre, le poète perpétue la tradition du lyrisme traditionnel.
Les poètes qui émergent en Corée du Sud tiennent souvent un discours critique sur la poésie lyrique traditionnelle, cherchant plutôt de nouvelles formes de langage adaptées aux goûts de l'époque actuelle, mais le résultat est souvent une poésie très singulière, dfficile d'accès pour le lecteur. La poésie de Mun conteste tacitement cette tendance, et veut être un appel à une communication plus facile avec le monde à travers un langage empreint de lyrisme. Sa poésie traite de sujets familiers, notamment liés à la nature, comme les fleurs, les arbres, la chute des feuilles, les chemins etc. et il centre ses récits principalement sur les personnes ordinaires qui souffrent dans leur vie quotidienne. Dans cette familiarité des thèmes traités, le style et la personnalité du poète tendent pourtant à émerger et à se singulariser, ce qui peut nous faire penser que ces thèmes traditionnels ne sont pas forcément désuets même à l'heure actuelle. Une partie de son œuvre a été traduite aux États-Unis dans la revue The American Reader.

## Distinctions
- 2004 : Prix littéraire Dongseo
- 2004 : Prix littéraire Nojak
- 2005 : Prix Midang[5] pour 누가 울고 간다
- 2006 : Prix littéraire Yushim
- 2006 : Prix de poésie Sowol pour 그맘때에는